# Vítězslav Rejmon
Vítězslav Rejmon (* 1. listopadu 1956) je bývalý český fotbalový brankář. Po skončení aktivní hráčské kariéry působí jako asistent, trenér brankářů a masér.

## Hráčská kariéra
V nejvyšší soutěži zasáhl do 1 utkání sezony 1997/98 v dresu Bohdanče. Poté chytal ještě za Tělovýchovnou jednotu Valy v nižších soutěžích.
K jeho prvoligovému startu došlo v momentě, kdy už bylo o sestupu Lázní Bohdaneč rozhodnuto a trenér Petr Pálka mu chtěl jako trenérovi brankářů udělat radost. V neděli 31. května 1998, kdy na minutu nastoupil do domácího zápasu s Drnovicemi, se stal nejstarším hráčem v historii nejvyšší soutěže ČR a druhým nejstarším celkově od založení nejvyšší soutěže v sezoně 1925 po Josefu Bicanovi. Tyto rekordy překonal až brněnský rodák Jaromír Blažek.
Vítězslav Rejmon je dosud nejstarším debutantem v historii nejvyšší soutěže od roku 1925 (aktuální před začátkem prvoligové sezony 2019/20).

## Trenérská kariéra
Jako trenér brankářů působil mj. v Lázních Bohdaneč (do roku 2000), Pardubicích (2000–2007), dále byl asistentem Martina Pulpita v Olomouci (2007–2008), Mostě (2008–2010), Žižkově (2010–2011), Svitavách (2012) a Ostravě (2012–2013). Poté působil v Živanicích (2013–2015), v sezoně 2015/16 byl v třetiligové Viktorii Žižkov.

## Ligová bilance
| Ročník                          | Zápasy | Góly | Minuty | Nuly | Klub                        |
| ------------------------------- | ------ | ---- | ------ | ---- | --------------------------- |
| 1. česká fotbalová liga 1997/98 | 1      | 0    | 1      | 0    | AFK Atlantic Lázně Bohdaneč |
| CELKEM 1. liga                  | 1      | 0    | 1      | 0    |                             |